# Мельников, Иван Семёнович
Иван Семёнович Мельников (1914—1981) — майор Советской Армии, участник Великой Отечественной войны, Герой Советского Союза (1945).

## Биография
Иван Мельников родился 4 сентября 1914 года в селе Балыклей (ныне — Инжавинский район Тамбовской области). После окончания семи классов школы работал сначала в колхозе, затем был секретарём сельсовета. В 1932 году он окончил педагогические курсы, после чего работал учителем. В 1935 году Мельников был призван на службу в Рабоче-крестьянскую Красную Армию. В 1938 году он окончил Рязанское пехотное училище, в 1939 году — Харьковское военное авиационное училище лётчиков. С июня 1941 года — на фронтах Великой Отечественной войны.
К январю 1945 года гвардии капитан Иван Мельников был старшим лётнабом 98-го гвардейского отдельного разведывательного авиаполка Командования ВВС РККА. К тому времени он совершил 106 боевых вылетов на воздушную разведку и аэрофотосъёмку вражеских объектов и войск, в том числе в глубоком тылу противника, благодаря чему командование получило важные разведданные.
Указом Президиума Верховного Совета СССР от 29 июня 1945 года за «умелое выполнение заданий командований, мужество и героизм, проявленные при выполнении разведывательных полетов», гвардии капитан Иван Мельников был удостоен высокого звания Героя Советского Союза с вручением ордена Ленина и медали «Золотая Звезда».
После окончания войны Мельников продолжил службу в Советской Армии. В 1960 году в звании майора он был уволен в запас. Проживал и работал в Харькове. Умер 3 февраля 1981 года.
Был также награждён пятью орденами Красного Знамени, двумя орденами Красной Звезды, рядом медалей.